# Maurice Ohana
Maurice Ohana   (Casablanca, 12 de juny de 1913 - 16è districte de París i París, 13 de novembre de 1992) fou un compositor francès. La producció d'Ohana inclou obres corals, quartets de corda, suites per a guitarra de deu cordes, un Tiento per a guitarra de sis cordes i òperes.
Pianista i compositor francès descendent per part de pare jueu sefardita andalús. Estudià piano amb Lázaro Levy (París), Frank Marshall (Barcelona), A. Casella (Roma) i contrapunt amb Daniel Lesur el l'Schola Cantorum (París). El 1947 participà en la fundació del grup «Zodiaco», l'objectiu principal del qual era la defensa de la llibertat d'expressió.
El seu estil, marcat en un principi per un caràcter hispà, no va parar d'evolucionar fins als termes més universals. Però tanmateix conserva profundes arrels amb el cant popular andalús i la música africana i se situa en la línia de Falla, però procedeix igualment del Debussy dels últims anys. Les obres de la seva última època mostren una renovació del llenguatge i la recerca de sonoritats per complexos mitjans de l'escriptura.
Ohana rarament va compondre per a una gran orquestra simfònica: Synaxis (1966), Livre des Prodiges (1979) i T'Harân-Ngô (1974). Va compondre dos concerts de violoncel, un piano i un concert de guitarra (1958; dedicat a Narciso Yepes).

## Obra
- Sonatina monòdica (1945), piano, inèdita;
- Llanto por Ignacio Sánchez Mejias (1950, Federico García Lorca, oratori, París, Billaudot;
- Concierto (1950/57), guitarra i orquestra, París, Amphion, Magúncia, Schott;
- Cantigas (1953/54), 6 cors amb 17 instruments;
- Estudios coreográficos (1955), 6 percussionistes;
- Prometeo (1956), ballet;
- Récit de l'An zero (1958/59), oratori escènic, inèdita;
- Tombeau de C. Debussy (1962), piano i cítara en 1/3 de to, veus i orquestra de corda, Amphion;
- Secuèncias (1963), quartet de corda, inèdita;
- Sincronias (1964), guitarra de 10 cordes, inèdita;
- Ifigenia in tauride (1956), música d'escena radiofònica, inèdita;
- Signes (1965), piano, flauta, cítara en 1/3 de to i percussió, Amphion;
- Synaxis (1966), 2 pianos, percussió i gran orquestra, inèdita;
- Syllabaire pour Phèdre (1967), òpera;
- Cris (1968), per a 12 veus, Salabert;
- Chiffres de clavecin (1968), clavecí i 12 instruments;
- Stream (1970), baix i trio de cordes;
- Autodafé (1972), òpera;
- 24 preludis per a piano (1972), Jobert;
- Office des oracles (1974);
- Anneau du Tamarit (180);
- La Celestina (1990), òpera.